# Goldfinger (musikgrupp)
Goldfinger, är en musikgrupp från USA som bildades 1993. Bandet spelar punkrock/ska-punk med mjukt distade instrument med texter om till exempel politik och terrorism. Från början var de ett rent ska-punkband, men nu har de utvecklats och tagit in olika musikstilar. Ett exempel på det är albumet Disconnection Notice där spelar de bland annat reggae.

## Medlemmar
Nuvarande medlemmar
- John Feldmann - rytmgitarr, sång (1994-idag)
- Kelly LeMieux - elbas (1994-idag)
- Darrin Pfeiffer - trummor (1994-idag)
- Charlie Paulson - sologitarr (1994-2001, 2005-idag)

Tidigare medlemmar
- Simon Williams - bas, sång (1994-1999)
- Brian Arthur - sologitarr (2001-2005)
- Matt Appleton - saxofon (1994-2011)

## Diskografi
Studioalbum
- 1996 - Goldfinger (Universal Records)
- 1997  - Hang-Ups (Universal Records)
- 2000 - Stomping Ground (Mojo Records)
- 2002 - Open Your Eyes (Mojo Records / Jive Records)
- 2005 - Disconnection Notice (Maverick Records / Warner Bros.)
- 2008 - Hello Destiny (SideOneDummy)

Liveabum
- 1999 - Darrin's Coconut Ass: Live (EP) (Universal Records)
- 2001 - Foot in Mouth (Mojo Records)
- 2004 - Live at the House of Blues (Kung Fu Records)